# 1,4-Нафтохинон
1,4-Нафтохинон — производное нафталина, хинон.

## Физические свойства
Жёлтые триклинные кристаллы с резким запахом похожим на запах бензохинона. Плохо растворим в воде, слегка растворим в петролейном эфире, хорошо растворим в полярных органических растворителях. В щелочной среде даёт красно-коричневое окрашивание. Молекула планарна.

## Получение
Газофазное окисление нафталина с использованием оксида ванадия в качестве катализатора. При этом основным продуктом реакции является фталевый ангидрид.
Окисление нафталина оксидом хрома (VI) в уксусной кислоте.

## Химические свойства
1,4-нафтохинон ведёт себя как сильный диенофил в реакции Дильса — Альдера. Так он реагирует с 1,3-бутадиеном. Реакцию проводят либо с избытком сжиженного 1,3-бутадиена при комнатной температуре в течение 45 дней, либо в присутствии одного эквивалента хлорида олова (IV) в качестве катализатора при −50 °С.
1,4-нафтохинон ведёт себя как окислитель, востанавливаясь до 1,4-гидрохинона.
Даёт оксим. Ведёт себя как лиганд, благодаря наличию электрофильной связи (C=C).
В уксусной кислоте, при катализе I2, присоединяет хлор или бром, образуя 2,3-дигалоген-1,4-нафтохинон. В щелочном растворе окисляется H2O2 до 2-гидрокси-1,4-нафтохинона.

## Применение
Используется для синтеза антрахинона, по реакции с 1,3-бутадиеном и последующим окислением, и различных красителей, в том числе через нитрование до 5-нитро-1,4-нафтохинона. Ингибитор коррозии. Используется в качестве катализатора при производстве синтетического каучука и полиакрилатов.